# Eleodes blapoides
Eleodes blapoides es una especie de escarabajo del género Eleodes, tribu Amphidorini, familia Tenebrionidae. Fue descrita científicamente por Eschscholtz en 1829. La especie a veces suele ser citada o descrita como Eleodes blaptoides, por lo que se considera un error injustificado.
Se mantiene activa durante el mes de marzo.

## Distribución
Se distribuye por México.